# Malka Oil
Malka Oil är ett svenskt oljeföretag som tidigare ägde rättigheter till oljefält i västra Sibirien (Tomsk), Ryssland. Företaget sålde den 5 februari 2010 sin rörelsedrivande verksamhet som låg i det ryska dotterbolag STS-Service till Gazprom Neft. Den 7 maj 2010 bytte Malka Oil namn till Petrogrand AB. Företaget är noterat på First Norths Stockholmslista. Verkställande direktör för bolaget är Maks Grinfeld. Styrelseordförande är Sven-Erik Zachrisson. Malka Oil har även bytt bolagsnamnet till Petrogrand.